# Xutos & Pontapés
Gli Xutos & Pontapés sono un gruppo musicale rock portoghese formatosi nella seconda metà del 1978.

## Storia
Nel dicembre del 1978, Zé Pedro, Kalú, Tim e Zé Leonel, formano gli Xutos e Pontapés, suonando dal vivo per la prima volta il 13 gennaio 1979, con Zé Leonel alla voce, Tim al basso, Zé Pedro alla chitarra e Kalú alla batteria, nella sala Alunos de Apolo in commemorazione dei 25 anni del Rock & Roll.
Nel 1981 entra nella band il chitarrista Francis, e ne esce Zé Leonel, conferendo a Tim il nuovo ruolo di cantante-bassista.
Nel 1982 producono il loro primo album: 1978-1982.
Nel 1983 Francis esce dalla band, che inizia a suonare con musicisti turnisti, tra i quali figura il sassofonista Gui. Nello stesso anno entra nella band il chitarrista João Cabeleira.
Il primo album inciso da João Cabeleira nel 1985 è Cerco, che contiene le canzoni Barcos gregos e Homem do leme, che sarebbero uscite anche come singoli.
L'esplosione mediatica ebbe inizio nel 1987 con l'album Circo de Feras e i suoi grandi successi Contentores, Não sou o único e N'América. Proseguì con il singolo 7° Single e con la loro celebre hit A minha casinha.
L'album 88 fu uno dei punti più alti della carriera degli Xutos e Pontapés, con i grandi successi À Minha Maneira, Para Ti Maria e Enquanto a noite cai, tra gli altri, dando inizio ad uno dei più grandi tour della band che rimane immortalato nell'album Xutos - Ao vivo.
Nel 1990 l'album Gritos mudos viene accolto malamente e il successo della band subisce un primo ridimensionamento, nonostante la canzone Gritos mudos si riveli in ogni caso un grande successo.
Negli anni novanta la band entra in crisi, con i propri componenti che intraprendono nuovi progetti. Tim entra nei Resistência, Zé Pedro e Kalu aprono il locale Johnny Guitar ed entrano nella band di Jorge Palma, Palma's Gang, con Flak e Alex, entrambi dei Rádio Macau.
Nel 1991 pubblicano l'album Dizer não de Vez.
Nel 1992 esce Direito ao Deserto.
Nel 1998 pubblicano l'album Tentação, che funge da colonna sonora al film di Joaquim Leitão, Tentação.
Nel 1999, con rinnovata verve, intraprendono il tour XX Anos Ao Vivo, dove performano circa ottanta concerti. Nell'anno di commemorazione dei vent'anni di carriera viene inoltre pubblicata una compilation celebrativa, XX Anos XX Bandas, con la partecipazioni di membri di varie band e artisti. In quell'anno registrano anche il tema Inferno per l'omonimo film di Joaquim Leitão.
I membri degli Xutos & Pontapés nel 2004 vengono insigniti dal Presidente della Repubblica Jorge Sampaio con il grado di Commendatori dell'Ordine del Merito. In questo stesso anno, gli Xutos danno due concerti al Padiglione Atlantico, a Lisbona, nei giorni 8 e 9 ottobre per celebrare i 25 anni di carriera. La canzone O Mundo ao Contrário dell'omonimo album è stata scelta come colonna sonora del film Sorte Nula, che annovera una breve partecipazione di Zé Pedro come attore.
Nel 2005, gli Xutos & Pontapés hanno realizzato una tournée intitolata A Turné dos 3 Desejos, nella quale hanno dato tre serie di concerti, ognuno con una formazione differente. Nel 2006 non solo hanno dato un concerto acustico, come celebrazione dei loro ventotto anni, ma hanno anche lanciato un triplo DVD con tutta la loro storia dai loro inizi (1978) fino al 2005 (Turné 3 Desejos)
Nel 2006, António Feio ha portato in scena un musical, Sexta Feira 13 con sole canzoni degli Xutos, avendo questi ultimi composto un tema omonimo proprio per il musical.
Sempre nello stesso anno furono invitati dal Gato Fedorento nel programma Diz Que é uma Espécie de Magazine.
Nel 2008 sono invitati dalla Associazione Encontrar-se ad unirsi al movimento UPA - Unidos Para Ajudar, insieme agli Oioai, col fine di performare il singolo Pertencer a scopo di solidarietà.
Durante il 2009, viene ripubblicata tutta la discografia della band. Vengono pubblicati vinili ed edizioni limitate con tiratura di 500 unità, che diventano presto pezzi da collezione.
Già a settembre dello stesso anno, gli Xutos & Pontapés suonano davanti a quarantamila spettatori in un Estádio do Restelo quasi pieno, nel maxi-concerto celebrativo dei trent'anni di carriera della band. I Pontos Negros e Tara Perdida vennero chiamati come spalle, e figure como Camané, Pacman, Manuel Paulo e Pedro Gonçalves furono gli invitati speciali.
Dopo aver compiuto 30 anni, gli Xutos riservano un ulteriore regalo ai fan: nel settembre del 2009 ricevono una nomination per gli EMAs nella categoria "Best Portuguese Act", vincendo il premio nel novembre dello stesso anno.
Nel 2012 esce il disco O Cerco Continua, con canzoni del disco Cerco in versioni alternative.
Nel 2014 esce il disco Puro, che celebra i 35 anni della band.

## Formazione

### Formazione attuale
- Kalú – batteria e seconda voce (1978-oggi)
- Tim – basso e voce (1978-oggi)
- João Cabeleira – chitarra solista (1983-oggi)
- Gui – sax e seconda voce (1984-1990, 2002-oggi)

### Ex componenti
- Zé Leonel – voce (1978-1981)
- Francis – chitarra (1981-1983)
- Ricardo Delgado – tastiere (1981)
- Zé Pedro – chitarra ritmica (1978-2017)

## Discografia

### Album in studio
- 78/82 (1982)
- Cerco (1985)
- Circo de Feras (1987)
- 88 (1988)
- Gritos Mudos (1990)
- Dizer Não De Vez (1992)
- Direito ao Deserto (1993)
- Dados Viciados (1997)
- Tentação (1998)
- XIII (2001)
- Mundo ao Contrário (2004)
- Xutos & Pontapés (2009)
- Puro (2014)

### Collaborazioni
- Ao Vivo no Rock Rendez-Vous (1984) - Esquadrão da Morte/1º de Agosto
- Johnny Guitar (1993) - Remar Remar (Versão Máxi)/Formiga Branca
- Filhos da Madrugada (1994) - "Coro da Primavera" (Tema de José Afonso)
- Portugal Ao Vivo II (1995) - O Homem do Leme
- Timor Livre (1995) - Jogo do Empurra / Outro País / Coro da Primavera / Lugar Nenhum
- A Cantar Con Xabarín III/IV (1996) - Naquel Bar
- On 3 (1999) - Esquadrão da Morte
- Ar de Rock 20 anos Depois (2000) - Chico Fininho
- Som da Frente (2002) - Indicativo do programa
- O Irmão do Meio (2003) - Antes o Poço da Morte
- Zé Manel Taxista (2003) - Rock do Benfica
- Leopoldina (2010) - Eu Perdi O Fá da Minha Guitarra